# Chthonius heterodactylus
Chthonius heterodactylus – gatunek zaleszczotka z rodziny Chthoniidae. Endemit środkowej części Europy, ograniczony w zasięgu do Sudetów Zachodnich i Karpat.

## Taksonomia
Gatunek ten opisany został po raz pierwszy w 1882 roku przez Ödöna Tömösváry’ego. Jako lokalizację typową wskazano Bardejów i Sninský kameň na Słowacji. W 1930 roku Jovan Hadži umieszczał go w podrodzaju Chthonius (Sigmodactylus), jednak klasyfikacja taka nigdy się nie przyjęła.

## Morfologia
Zaleszczotek ten ma cztery szczecinki na tylnej krawędzi karapaksu. Jego piłkowany epistom osiąga stosunkowo niewielkie rozmiary. Nogogłaszczki zaopatrzone są w szczypce pozbawione ujść gruczołów jadowych. Zakrzywiony palec nieruchomy tych szczypiec osiąga od 0,61 do 0,74 mm długości i jest wyraźnie dłuższy od ich palca ruchomego. Zęby na palcach tychże szczypiec są duże i w większości wyraźnie od siebie oddzielone; odległość między zębami na środkowej części palca nieruchomego jest większa od szerokości tychże zębów mierzonej u ich podstawy. Uzębienie palca ruchomego jest wyraźnie zredukowane w części nasadowej. Palec ruchomy nie jest u nasady zaopatrzony w wewnętrzną apodemę wzmacniającą. Z kolei palec nieruchomy charakteryzuje się obecnością od pięciu do siedmiu ząbków między wierzchołkiem a trichobotrium est. W widoku bocznym dłoń jest nabrzmiała z wyraźnie zaokrągloną stroną grzbietową. Spośród bioder odnóży krocznych te drugiej i trzeciej pary wyposażone są w kolce biodrowe. Odnóża kroczne pierwszej i drugiej pary mają jednoczłonowe stopy, natomiast odnóża kroczne pary trzeciej i czwartej mają stopy dwuczłonowe.

## Ekologia i występowanie
Pajęczak ten zasiedla lasy liściaste, wilgotne zarośla, a rzadko lasy iglaste. Zalicza się do fauny epigeicznej (naziemnej). Bytuje w ściółce, pod kamieniami i martwym drewnem.
Jest to europejski gatunek górski, zamieszkujący Sudety Zachodnie i Karpaty. Występuje w Niemczech, Polsce, Czechach, Słowacji, Rumunii i na Węgrzech. W Polsce znany jest z Beskidu Śląskiego, Babiej Góry, Kotliny Nowotarskiej, Pienin i Bieszczadów.